# المكتبة الوطنية التركمانية
المكتبة الوطنية التركمانية (بالإنجليزية:  National library of Turkmenistan)‏ هي مكتبة ذات ملكية عامة موجودة بالعاصمة التركمانية عشق آباد تأسست عام 1895.